# Esposizione universale dei prodotti dell'agricoltura, dell'industria e delle belle arti di Parigi (1855)
L'Esposizione universale dei prodotti dell'agricoltura, dell'industria e delle belle arti del 1855, detta anche semplicemente Esposizione universale di Parigi del 1855 (ufficialmente Exposition universelle des produits de l'agriculture, de l'industrie et des beaux-arts) è stata una mostra internazionale tenutasi nella città di Parigi, la seconda esposizione universale dopo quella di Londra. Si aprì al pubblico il 15 maggio del 1855 e fu chiusa il 15 novembre dello stesso anno.

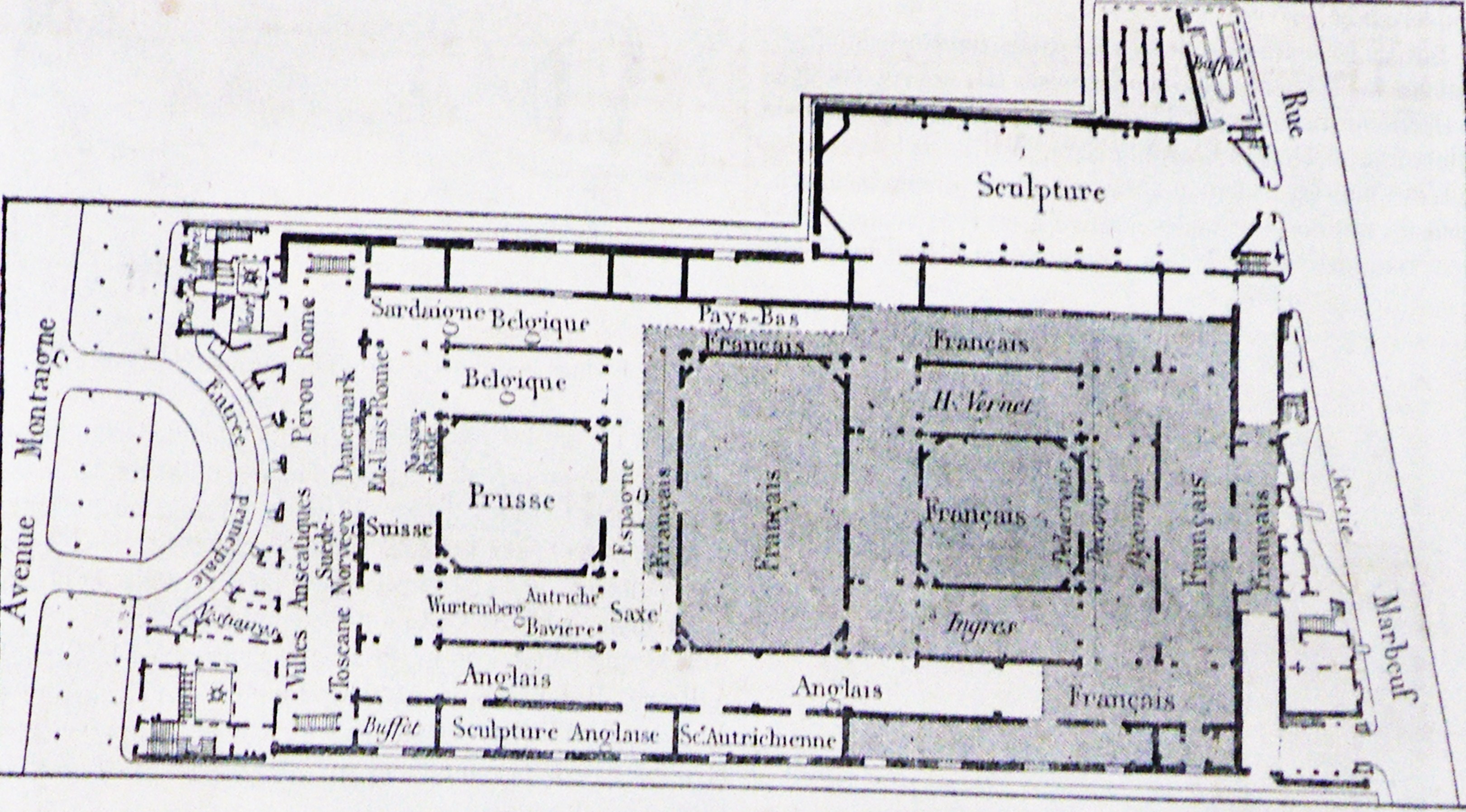
Pianta del palazzo delle Belle Arti

## Storia
La mostra è stata uno degli eventi più importanti organizzati durante l'impero di Napoleone III. Essendo stata inaugurata solo dopo quattro anni dall'Esposizione universale di Londra del 1851, i francesi cercarono di rivaleggiare con il Palazzo di Cristallo della fiera londinese costruendo anch'essi il proprio palazzo avveniristico: il Palais de l'Industrie.
Per la mostra, Napoleone III richiese un sistema che ordinasse e selezionasse i migliori vini di Bordeaux che sarebbero poi stati proposti ai visitatori provenienti da tutto il mondo. I rappresentanti del settore vitivinicolo furono classificati in base alla reputazione del castello da cui provenivano e dal prezzo di vendita sul mercato. L'evento ha portato alla classificazione ufficiale dei vini di Bordeaux del 1855.
L'unico edificio della mostra rimasto ancor oggi è il teatro du Rond-Point agli Champs-Élysées, progettato dall'architetto Gabriel Davioud.

## Palazzo delle Belle Arti
L'esposizione del 1855 è stata la prima mostra a comprendere un padiglione dedicato alle Belle arti; con la partecipazione di circa ventotto paesi, i dipinti in mostra erano circa cinquemila.
Tra gli artisti selezionati a presentare le loro opere, molti sono ancora considerati i massimi esponenti del periodo, che parteciparono con dipinti e sculture ancor oggi notissimi: Eugène Delacroix (35 dipinti), Dominique Ingres (40 dipinti), Camille Corot (6 dipinti), Jean-François Millet (un dipinto), Charles-François Daubigny, Johan Barthold Jongkind. Tra gli italiani riscossero successo i pittori Francesco Podesti (premiato con medaglia d’oro) e Gerolamo Induno e lo scultore Lorenzo Bartolini.
Gustave Courbet, vedendosi rifiutare una serie di opere, decide di esporre in un Pavillon du Réalisme poco distante dal padiglione dedicato alle belle arti e segna in tal modo la nascita di un sistema artistico alternativo che si svilupperà con il Salon des Refusés (1863) e poi si affermerà con le mostre del movimento impressionista (prima esposizione nel 1874).
Gli artisti italiani non esposero in un padiglione unico essendo la penisola italiana ancora divisa in Stati separati; nella pianta riportata a fianco i luoghi dove esposero gli italiani sono quindi identificati dai nomi degli Stati pre-unitari: Toscane (Granducato di Toscana), Rome (Stato della Chiesa), Sardaigne (Regno di Sardegna) e Autriche, ovvero Impero austro-ungarico, per le regioni italiane appartenenti a quello stato.
Opere d'arte presenti all'Esposizione universale di Parigi

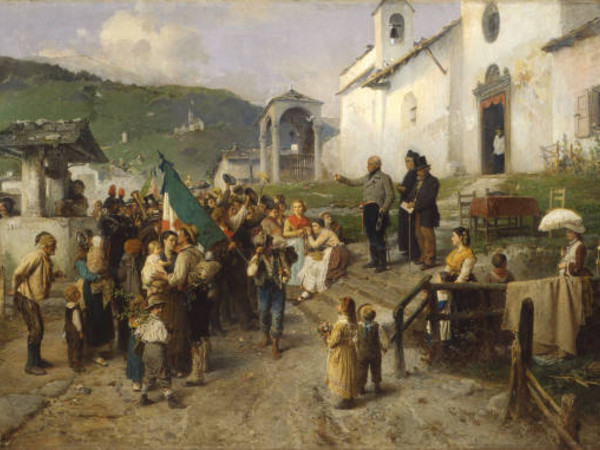
Gerolamo Induno, La partenza dei coscritti
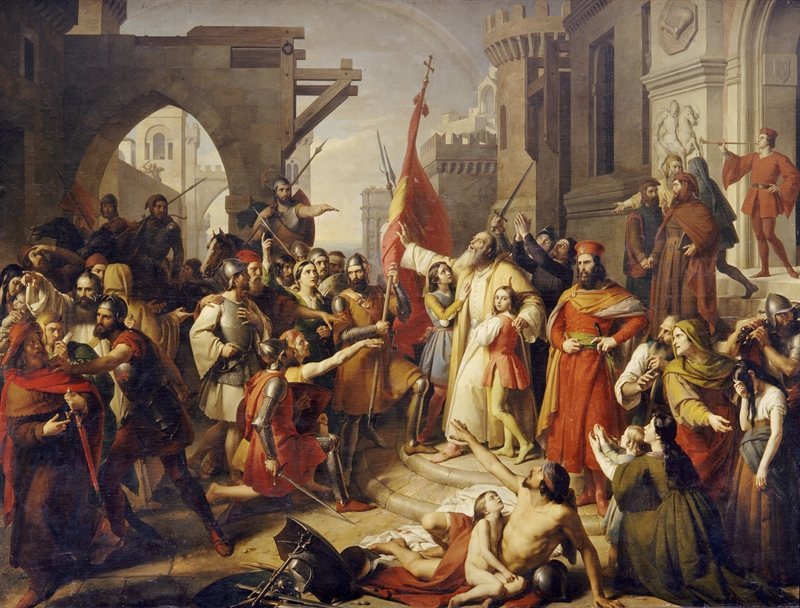
Francesco Podesti, Giuramento degli Anconetani, premiato con medaglia d’oro
Eugène Delacroix, 28 luglio. La Libertà che guida il popolo[5]
Dominique Ingres, Giovanna d'Arco all'incoronazione di Carlo VII
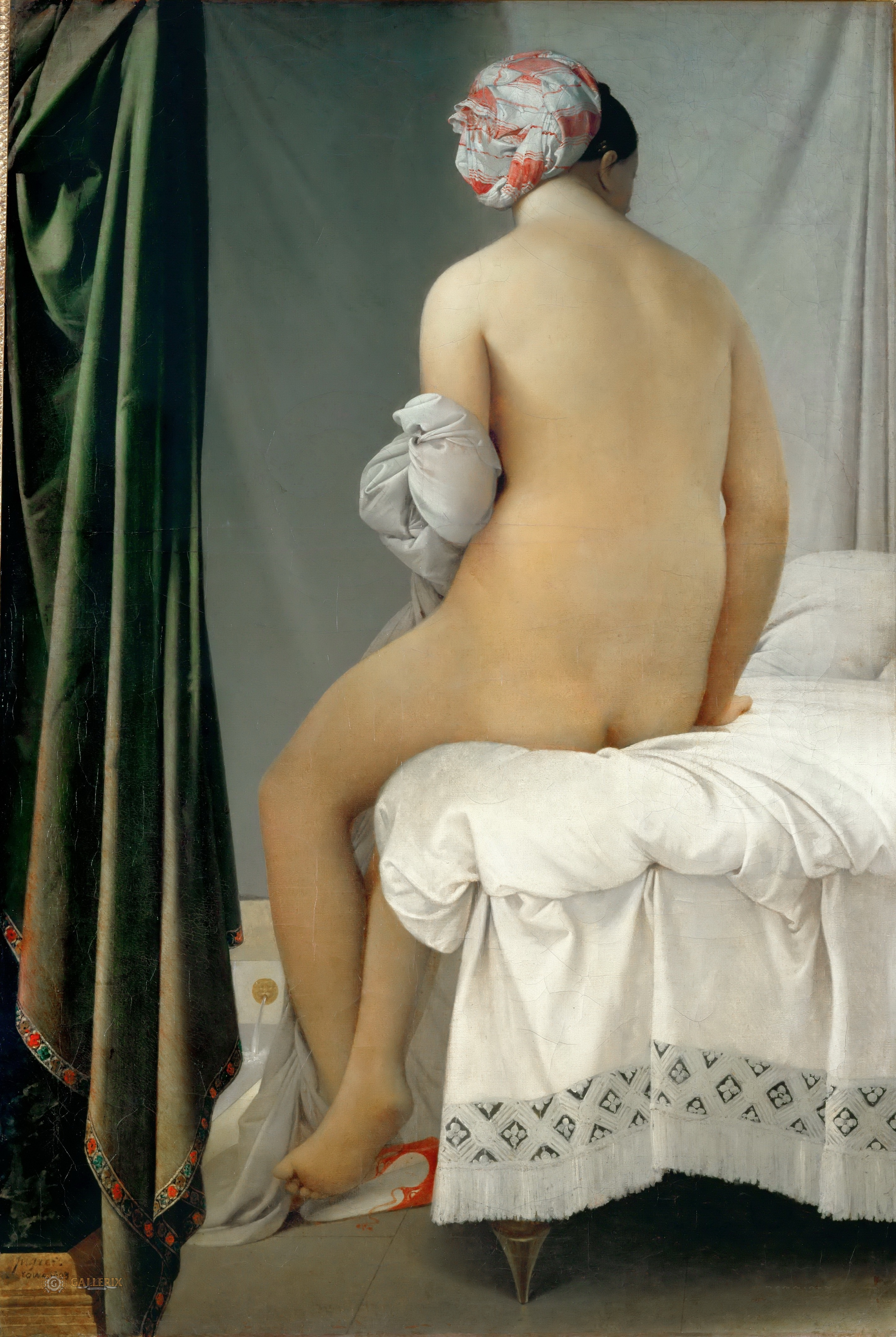
Dominique Ingres, La bagnante di Valpinçon

## Dati

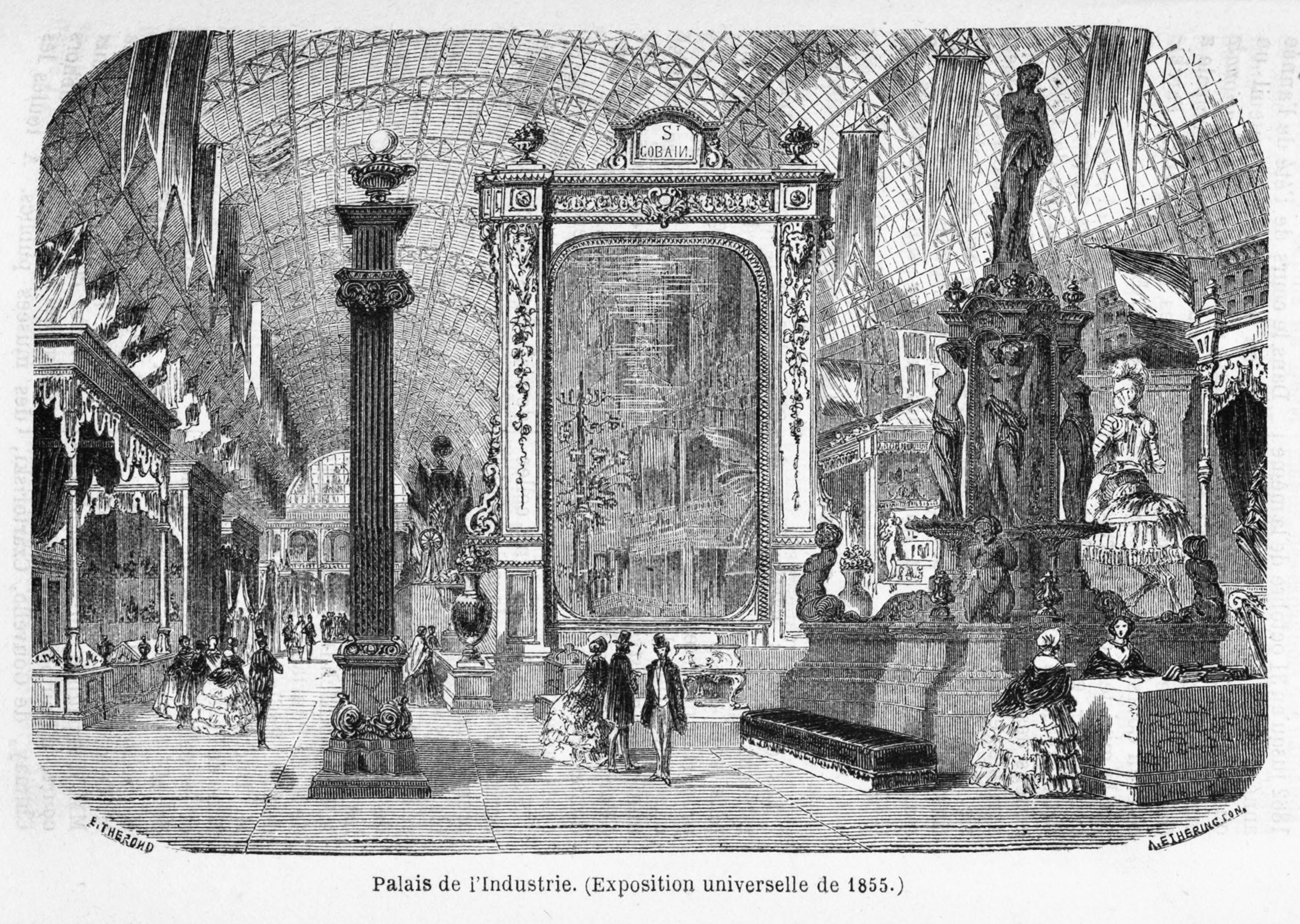
Esposizione universale del 1855 - Palazzo dell'Industria

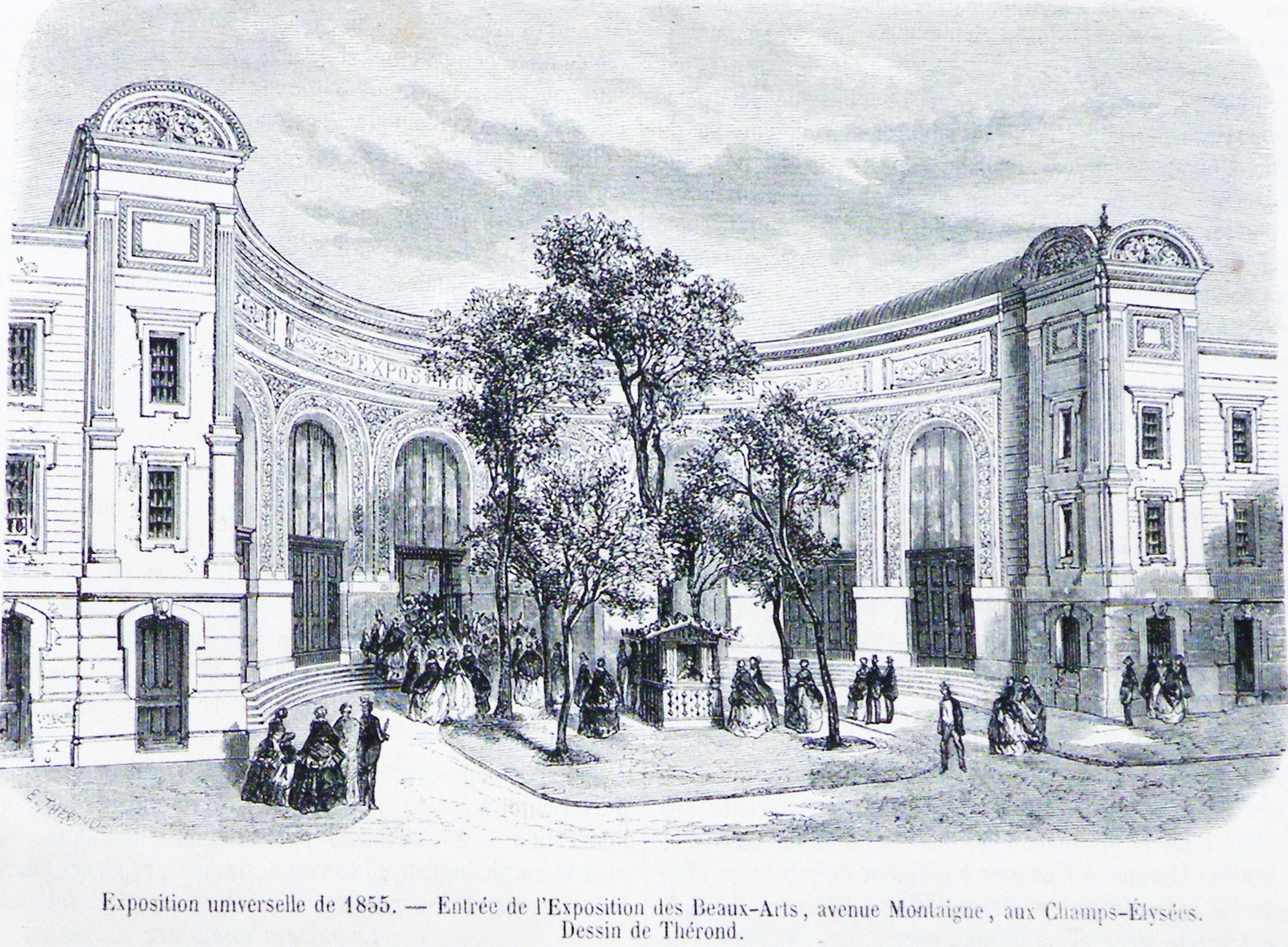
Esposizione universale del 1855 - Palazzo delle Belle Arti

Secondo i rapporti ufficiali i visitatori della mostra furono 5.162.330; più di quattro milioni di persone visitarono il padiglione industriale e circa 900.000 la sezione di Belle arti. L'esposizione si estendeva su una superficie di 16 ettari, e vide la partecipazione di 34 paesi.
Nell'esposizione propriamente dedicata alle industrie, la nazione con il maggior numero di espositori fu, per ovvie circostanze ambientali, la Francia, con 10003 espositori, seguita da Gran Bretagna con 1589 espositori, Prussia (1319), Impero Austriaco (1298) e Belgio (687). Distanti vi furono gli stati preunitari italiani, con Regno di Sardegna (204 espositori), Granducato di Toscana (197 espositori) e lo Stato Pontificio (72 espositori): non comparivano invece in questa sezione il ducato di Parma, il ducato di Modena ed il Regno delle Due Sicilie.
Nell'esposizione dedicata alle belle arti i principali espositori furono anche in questo caso le principali nazioni industriali: Francia (1072 espositori), Gran Bretagna (297), Belgio (142), Prussia (111) ed Impero Austriaco (108). Gli espositori tra le nazioni italiane furono il Regno di Sardegna (17 espositori), Stato Pontificio (16), Granducato di Toscana (10) ed infine in regno delle Due Sicilie (4 espositori).